# Glossopsitta
Glossopsitta é um género de papagaio da família Psittacidae.
Este género contém as seguintes espécies:
- lório-de-coroa-roxa, lóris-de-cabeça-púrpura, Glossopsitta porphyrocephala
- loris-pusilla, Glossopsitta pusilla
- periquito-almiscarado, loris-musk, Glossopsitta concinna

http://www.cocad.org/index.php/dir-2/dir-5/art-6/1093-loris-musk-glossopsitta-concinna
http://avesdohelio.blogspot.com/2009/12/nomes-cientificos-de-algumas-aves.html
http://www.cocad.org/index.php/dir-2/dir-5/art-6/1094-loris-pusilla-glossopsitta-pusilla
http://zoologia2013.blogspot.com/2015/01/lorio-de-coroa-roxa-glossopsitta.html
https://www.parrots.org/files/psitta/2127/ps_29_4_winter_17__portuguese.pdf